# Tetracona pictalis
Tetracona pictalis là một loài bướm đêm trong họ Crambidae.